# 島田雄三
島田 雄三（しまだ ゆうぞう、1930年2月19日 - ）は、大阪府出身の元プロ野球選手（内野手）・コーチ・監督。

## 来歴・人物
浪華商業では1946年に4番・遊撃手として戦後初の夏の甲子園に出場し、エース平古場昭二を擁して、決勝で京都二中に完封勝利、初優勝を飾る。
高校卒業後は早稲田大学に進学し、東京六大学リーグでは5回の優勝を経験をするなど遊撃手として活躍。リーグ通算110試合出場、426打数98安打、打率.230、1本塁打、32打点を記録。大学同期に末吉俊信・宮崎康之（八幡製鐵－早大監督）、1年下には岩本堯・荒川博・沼澤康一郎がいた。
大学卒業後の1952年に大映スターズへ入団し、1年目の開幕から1番・二塁手に抜擢されて規定打席（38位、打率.216）にも到達。2年目の1953年には全試合出場で自己最高の打率.262（30位）を記録し、1956年までレギュラーを守るが、その後はチームが高橋ユニオンズと合併して「大映ユニオンズ」となった1957年は出場ゼロに終わる。
1958年には宮崎一夫・栗木孝幸と共に同年創部の社会人・羽幌炭鉱へ移籍し、選手兼任監督に就任。
チームを結成1年目にして都市対抗旭川地区予選においての優勝と北海道大会進出に導いたが、道大会では初戦に強豪の富士鉄室蘭と対戦し惜敗。
1959年にはさらなる有力選手の入社で戦力が強化され、再び地区予選を勝ち抜いて進出した道大会では決勝で王子に敗れるものの準優勝、2年目にして第30回本大会に道代表として初出場に導く。大会は初戦敗退であったが、大会連続10回出場の東洋レーヨン（大津市）とほぼ互角の善戦を繰り広げ、新聞各紙は「善戦」「惜しい」と報じた。
当日は羽幌町から応援団が駆け付け、熊祭りの踊り、メノコのソーラン節踊りは当日随一の見応えのあるものとなり、終始2万人の観衆の注目を集め、野球部の活躍と相まって羽幌炭鉱の宣伝にも大いに貢献した。
1965年には阪神タイガース二軍内野守備・走塁コーチに就任し、1966年には一軍内野守備・走塁コーチとなるが、シーズン中に二軍に再び配置転換され、同年オフに退団。

## 詳細情報

### 年度別打撃成績
| 年 度     | 球 団     | 試 合 | 打 席 | 打 数 | 得 点 | 安 打 | 二 塁 打 | 三 塁 打 | 本 塁 打 | 塁 打 | 打 点 | 盗 塁 | 盗 塁 死 | 犠 打 | 犠 飛 | 四 球 | 敬 遠 | 死 球 | 三 振 | 併 殺 打 | 打 率 | 出 塁 率 | 長 打 率 | O P S |
| --------- | --------- | ----- | ----- | ----- | ----- | ----- | -------- | -------- | -------- | ----- | ----- | ----- | -------- | ----- | ----- | ----- | ----- | ----- | ----- | -------- | ----- | -------- | -------- | ----- |
| 1952      | 大映      | 110   | 455   | 393   | 41    | 85    | 19       | 3        | 3        | 119   | 25    | 1     | 9        | 10    | --    | 51    | --    | 1     | 27    | 5        | .216  | .308     | .303     | .611  |
| 1953      | 大映      | 120   | 530   | 478   | 66    | 125   | 16       | 3        | 6        | 165   | 30    | 4     | 5        | 6     | --    | 45    | --    | 1     | 50    | 5        | .262  | .326     | .345     | .672  |
| 1954      | 大映      | 136   | 585   | 506   | 53    | 117   | 17       | 6        | 7        | 167   | 29    | 18    | 11       | 9     | 3     | 66    | --    | 1     | 58    | 11       | .231  | .321     | .330     | .651  |
| 1955      | 大映      | 115   | 445   | 391   | 44    | 89    | 14       | 1        | 2        | 111   | 20    | 13    | 7        | 12    | 0     | 41    | 0     | 1     | 33    | 7        | .228  | .303     | .284     | .586  |
| 1956      | 大映      | 144   | 453   | 394   | 21    | 75    | 6        | 2        | 1        | 88    | 22    | 5     | 8        | 16    | 4     | 35    | 0     | 4     | 33    | 9        | .190  | .263     | .223     | .487  |
| 通算：5年 | 通算：5年 | 625   | 2468  | 2162  | 225   | 491   | 72       | 15       | 19       | 650   | 126   | 41    | 40       | 53    | 7     | 238   | 0     | 8     | 201   | 37       | .227  | .306     | .301     | .607  |

- 各年度の太字はリーグ最高

### 背番号
- 8（1952年 - 1956年）
- 17（1957年）
- 66（1965年 - 1966年）